# Agnetina quadrituberculata
Agnetina quadrituberculata és una espècie d'insecte pertanyent a la família dels pèrlids.